# Criterios (Peru)
Criterios is een Peruaans radioprogramma met een katholieke achtergrond.
Het programma legt nadruk op dingen die het geloof en de katholieke cultuur in gevaar kunnen brengen. Het brengt morele opinies en commentaren over actueel nieuws en welke invloed het heeft op katholieken.
Het programma wordt geproduceerd door ACI Prensa (Agencia Católica de Informaciones, Katholiek Informatieagentschap) en gepresenteerd door Alejandro Bermúdez. De eerste uitzending van Criterios was in 2002. Het programma wordt via de korte golf uitgezonden door WEWN.